# Alfa Tucanae
Alfa Tucanae (α Tuc, förkortat Alfa Tuc, α Tuc) som är stjärnans Bayerbeteckning, är en dubbelstjärna belägen i den nordvästra delen av stjärnbilden Tukanen. Den har en skenbar magnitud på 2,86 och är synlig för blotta ögat. Baserat på parallaxmätning inom Hipparcosuppdraget på ca 16,3 mas, beräknas den befinna sig på ett avstånd på ca 200 ljusår (ca 61 parsek) från solen.

## Egenskaper
Primärstjärnan Alfa Tucanae A är en orange till röd jättestjärna av spektralklass K3 III, vilket betyder att den förbrukat förrådet av väte i dess kärna och utvecklats bort från huvudserien. Den har en radie som är ca 29 gånger större än solens och utsänder från dess fotosfär ca 520 gånger mera energi än solen vid en effektiv temperatur av ca 4 200 K.
Alfa Tucanae är en spektroskopisk dubbelstjärna, vilket innebär att de två stjärnorna inte har upplösts individuellt med hjälp av ett teleskop, men närvaron av en följeslagare har bekräftats genom att mäta förändringar i primärstjärnans spektrum. Omgångsperioden för stjärnparet är 4 197,7 dygn (11,5 år).